# جاك هوغ (لاعب كرة قدم)
جاك هوغ (بالإنجليزية: Jack Hogg)‏ (7 أكتوبر 1931 في المملكة المتحدة - 2001) هو لاعب كرة قدم بريطاني في مركز جناح. لعب مع نادي بورتسموث ونادي بيتربورو يونايتد ونادي سندرلاند ونادي بليث سبارتانز ونادي غيتزهد.